# Йохан Казимир (Саксония-Кобург)
Вижте пояснителната страница за други личности с името Йохан Казимир.
Йохан Казимир фон Саксония-Кобург (на немски: Johann Casimir, Johann Kasimir von Sachsen-Coburg; * 12 юни 1564, Гота; † 16 юли 1633, Кобург) е херцог на Саксония-Кобург.

## Живот
Произлиза от фамилията на Ернестинските Ветини. Той е третият от четиримата сина на херцог Йохан Фридрих II (Средния) от Саксония и съпругата му Елизабет фон Пфалц, дъщеря на пфалцския курфюрст Фридрих III.
На 15 април 1567 г. баща му губи управлението и свободата си. След това Йохан Казимир, заедно с по-малкия му брат Йохан Ернст и майка му, живее в двора на чичо му Йохан Вилхелм, който е опекун на децата във Ваймар, след това в Айзенах и Айзенберг. През 1570 г. синовете получават наследствените си права. След две години, през лятото на 1572 г., майка им отива да живее при баща им, който е затворен в Австрия. През ноември 1572 г. двамата братя получават новото княжество Саксония-Кобург чрез договора за подялба в Ерфурт от 6 ноември. Опекуни на децата стават Йохан Георг фон Бранденбург (от 1578 маркграф Георг Фридрих фон Бранденбург-Ансбах) и дядо му по майчина линия курфюрст Фридрих от Пфалц, също и врагът на баща му курфюрст Аугуст от Саксония.
От 1578 до 1581 г. Йохан Казимир следва в университета в Лайпциг. На 22 години започва да управлява заедно с брат си.
Йохан Казимир се сгодява на 6 май 1584 г. и се жени на 16 януари 1586 г. в Дрезден за Анна Саксонска (1567 – 1613), дъщеря на курфюрст Аугуст от Саксония (1526 – 1586) и Анна Датска (1532 – 1585), дъщеря на крал Кристиан III от Дания. Тя му изневерява през 1593 г., той се развежда и я затваря за 20 години.
През 1596 г. за Йохан Ернст е създадено княжеството Саксония-Айзенах и Казимир започва да управлява сам в Кобург. Той основава Gymnasium Casimirianum, разширява дворцовата библиотека. В двора му има 213 персони и 130 коне. Той води 178 процеси против вещици. През Тридесетгодишната война успява да остане до 1629 г. неутрален.
Йохан Казимир се жени втори път на 16 септември 1599 г. (за братовчедката на Анна) Маргарета (1573 – 1643) от род Велфи, дъщеря на Вилхелм Млади (1535 – 1592), херцог на Брауншвайг и Люнебург и княз на Люнебург, и съпругата му Доротея Датска (1546–1617), дъщеря на крал Кристиан III от Дания. И този брак е бездетен.
Йохан Казимир умира бездетен през 1633 г. Неговото наследство получава брат му Йохан Ернст от Саксония-Айзенах.
- Анна Саксонска
- Маргарета фон Брауншвайг-Люнебург
- Херцог Казимир на Казимирианум Кобург